# رادنی هاروی
رادنی هاروی (انگلیسی: Rodney Michael Harvey; ۳۱ ژوئیهٔ ۱۹۶۷ – ۱۱ آوریل ۱۹۹۸) یک هنرپیشه اهل ایالات متحده آمریکا بود.

## گزیده فیلمشناسی
از فیلم‌ها یا برنامه‌های تلویزیونی که وی در آن نقش داشته‌است می‌توان به آثار زیر اشاره کرد.
- پاگشایی (فیلم) (۱۹۸۷)
- پنج گوشه (فیلم) (۱۹۸۷)
- سالسا (فیلم ۱۹۸۸) (۱۹۸۸)
- توئین پیکس (۱۹۹۰)
- آیداهوی اختصاصی خودم (۱۹۹۱)
- دیوانه تفنگ (۱۹۹۲)